# 克拉斯諾頓
克拉斯诺顿（羅馬化：Krasnodon），乌克兰当局称索羅基内（羅馬化：Sorokyne，直译：“四十”），法理上是乌克兰东部盧甘斯克州多夫然斯克区索羅基内市鎮内的城市及该市镇的行政中心，事实上为俄罗斯卢甘斯克人民共和国的直辖市及克拉斯諾頓區的行政中心（该市不在该区的管辖范围内）。該市距離首府卢甘斯克約50公里，毗鄰與俄罗斯接壤的邊境，始建於1914年，面積77.33平方公里，海拔高度171米，2022年人口数量为42,315人。2014年顿巴斯战争后，该市为卢甘斯克人民共和国实际占领。

## 城市名称
该市原名“索罗基内”。1938年10月28日，根据乌克兰苏维埃社会主义共和国最高苏维埃主席团的法令，该村被升格为城市并更名为“克拉斯诺顿”。
2016年，作为乌克兰去共产主义化的一部分，该市的名字被改回為“索羅基内”。然而，因該市在改名後未曾在乌克兰政府的实际控制下，该名称并未在当地使用。

## 友好城市
克拉斯诺顿的友好城市包括：
- 美国 伯明翰（2003年5月13日）
- 俄羅斯 顿河畔罗斯托夫（2012年5月29日）
- 俄羅斯 弗謝沃洛日斯克（2015年1月23日）
- 俄羅斯 /  乌克兰 克里米亞 阿盧什塔（2017年9月23日）
- 俄羅斯 科夫罗夫（2017年11月4日）
- 俄羅斯 弗拉基米尔州 戈罗霍韦茨区（2018年12月14日）
- 乌克兰 马克耶夫卡（2019年8月28日；現由  顿涅茨克人民共和国實際控制）
- 俄羅斯 斯摩棱斯克（2019年9月12日）
- 乌克兰 顿涅茨克 無產階級區（英语：Proletarskyi District, Donetsk）（2019年9月20日；現由  顿涅茨克人民共和国實際控制）

## 当地名人
- 謝爾蓋·科茲洛夫：现任卢甘斯克人民共和国总理。